# Dammwiesengraben
Der Dammwiesengraben ist ein Meliorationsgraben und orographisch linker Zufluss des Horstgrabens Horstwalde auf der Gemarkung der Stadt Baruth/Mark im Landkreis Teltow-Fläming in Brandenburg. Der Graben beginnt auf einer landwirtschaftlich genutzten Fläche, die westlich des Ortsteils Schöbendorf liegt. Der Graben besteht in diesem Bereich aus zwei Strängen, die die Flächen bis zur Landstraße 73 entwässern. In den linken Strang fließt dabei von Westen kommend der Taubgraben zu. Beide vereinen sich in einem Becken, das als Bad bezeichnet wird. Von dort fließt der Dammwiesengraben in nördlicher Richtung durch die Flemmingwiesen und nimmt dabei Wasser aus zwei weiteren Strängen auf. Südwestlich des Wohnplatzes Bombachhaus entwässert er in den Horstgraben Horstwalde.